# Acrididae
Acrididae là một trong những họ châu chấu chủ yếu, bao gồm một số 10.000 trong 11.000 loài của phân bộ Caelifera.
Tên Acrididae có nguồn gốc từ tiếng Hy Lạp Akris, có nghĩa là châu chấu.

## Phân họ và chi lựa chọn
- Phân họ Acridinae
- Phân họ Calliptaminae
- Phân họ Catantopinae
- Phân họ Chondracris
- Phân họ Copiocerinae
  - Chlorohippus
  - Monachidium
- Phân họ Coptacrinae
  - Epistaurus
  - Eucoptacra
- Phân họ Cyrtacanthacridinae
  - Acanthacris
  - Austracris
  - Nomadacris
  - Schistocerca
  - Valanga
- Phân họ Egnatiinae
  - Egnatius
  - Leptoscirtus
- Phân họ Eremogryllinae
  - Eremogryllus
  - Notopleura
- Phân họ Euryphyminae
  - Acrophymus
  - Phymeurus
- Phân họ Eyprepocnemidinae
  - Eyprepocnemis
  - Heteracris
- Phân họ Gomphocerinae

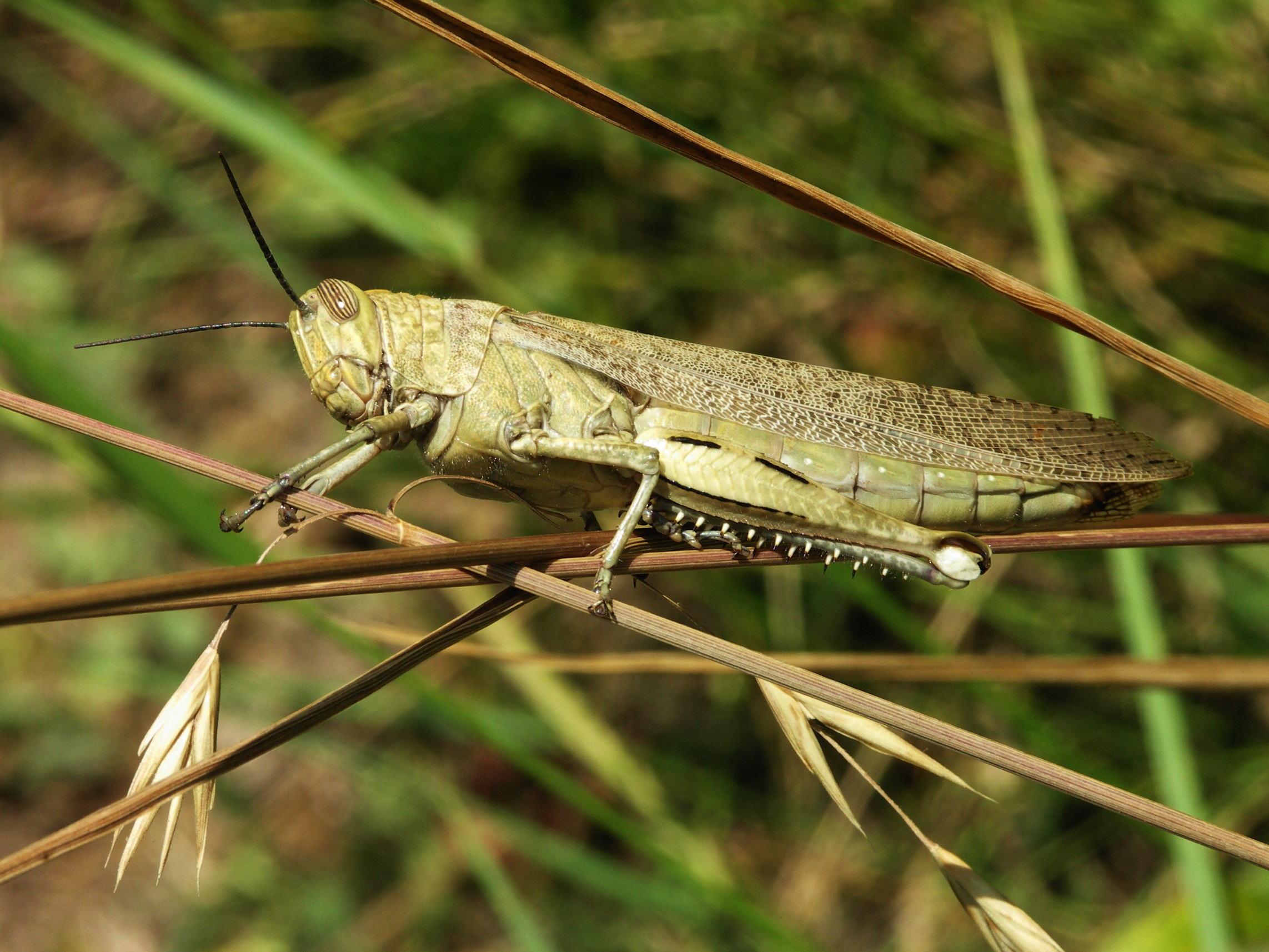
Anacridium aegyptum, Cyrtacanthacridinae

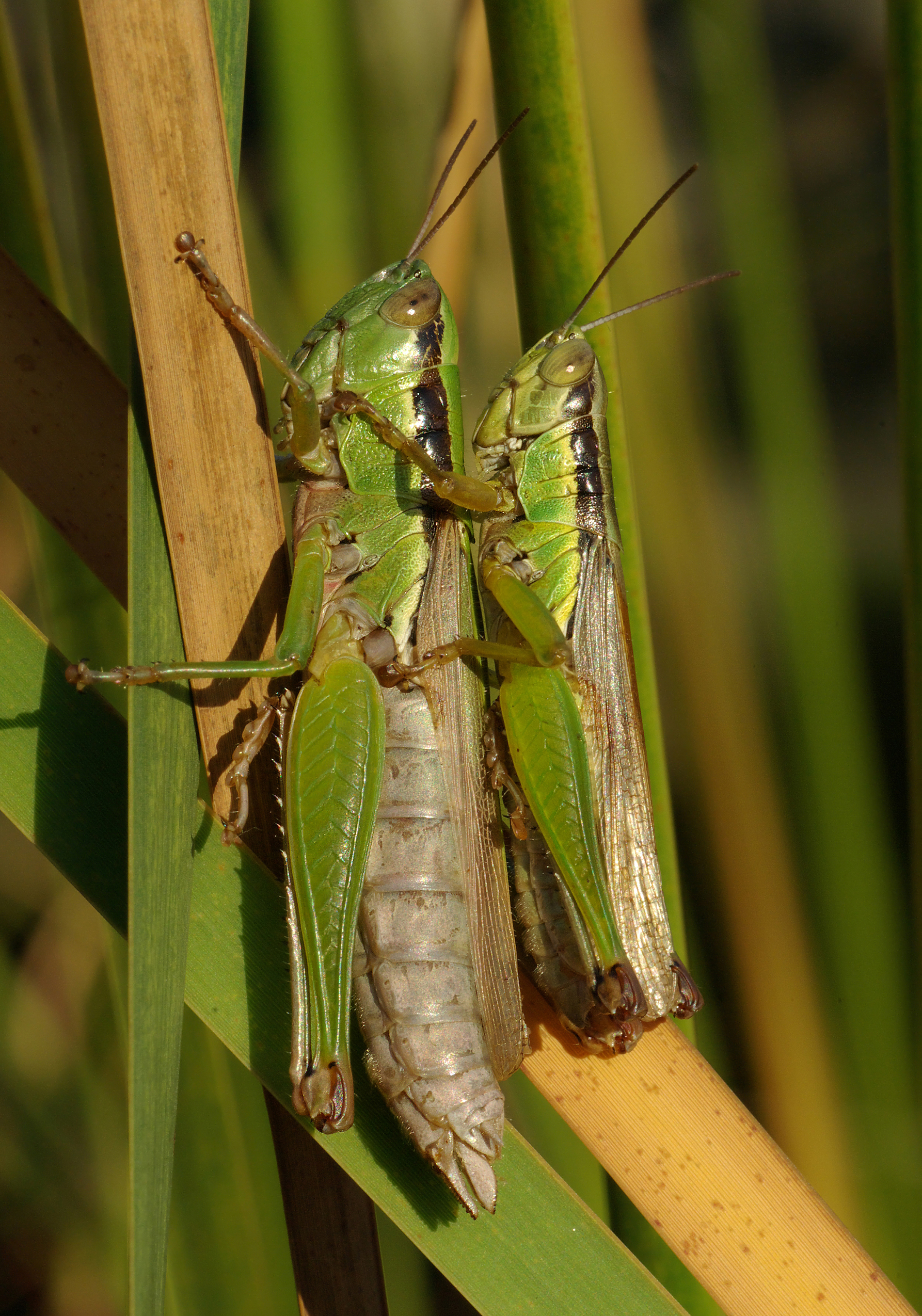
con cái (trái) và con đực Oxya yezoensis (Oxyinae: Oxyini)

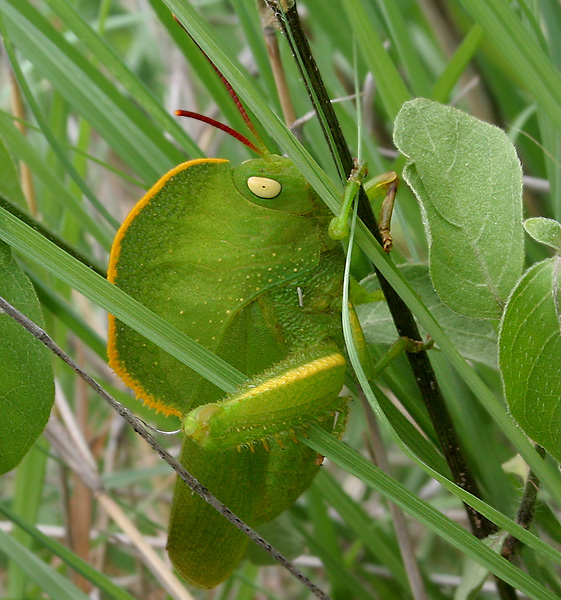
Châu chấu đội mão (Teratodus monticollis)

  - Achurum (đôi khi được xếp vào Acridinae)
  - Chorthippus
  - Cibolacris (đôi khi được xếp vào Oedipodinae)
  - Dociostaurus
  - Mermiria (đôi khi được xếp vào Acridinae)
  - Omocestus
  - Paragonista
- Phân họ Habrocneminae
  - Habrocnemis
- Phân họ Hemiacridinae
  - Acanthoxia
  - Hemiacris
  - Hieroglyphodes
- Phân họ Leptysminae
- Phân họ Marelliinae
- Phân họ Melanoplinae
- Phân họ Oedipodinae
- Phân họ Ommatolampinae
- Phân họ Oxyinae
  - Oxya
  - Oxycrobylus
  - Praxibulus
  - Pseudoxya
- Phân họ Pauliniinae
- Phân họ Proctolabinae
- Phân họ Rhytidochrotinae
- Phân họ Spathosterninae
- Phân họ Teratodinae
- Phân họ Tropidopolinae
  - Afroxyrrhepes
  - Tristria